# McDonald's
McDonald's is een Amerikaanse keten van hamburger- en fastfoodrestaurants. Het hoofdkantoor van de firma is gevestigd in Chicago in de Verenigde Staten. Het bedrijf werd uitgebouwd door zakenman Ray Kroc (1902-1984) nadat hij in 1955 de rechten had overgenomen van een kleine hamburgerketen die werd geleid door Maurice (Mac 1902-1971) en Richard (Dick 1909-1998) McDonald.
Een McDonald's-restaurant wordt beheerd door een franchisenemer, een filiaal, of het bedrijf zelf. De inkomsten van het bedrijf komen van de huur, auteursrechten en vergoedingen die betaald worden door de franchisenemers, en de verkoop in zelfuitgebate restaurants.

## Geschiedenis
Het eerste McDonald's-restaurant werd geopend in 1940 in San Bernardino door de broers Mac en Dick McDonald, zonen van Ierse immigranten. Het McDonald's-restaurant werd bekender na 1948, toen de broers hun innovatieve "Speedee Service System" ontwikkelden, een 'lopende band'-productiesysteem voor hamburgers, zonder bediening aan tafel.
Een handelsreiziger en verkoper van milkshakemachines Ray Kroc opperde het idee meer zaken te openen. Hieruit is het McDonald's-concern ontstaan. De formule kwaliteit, service, kraakhelderheid & waar voor je geld (KSK&W) die men destijds bedacht, wordt nog steeds gehanteerd in alle restaurants wereldwijd. Het eerste McDonald's-restaurant in Europa werd geopend in Zaandam op 21 augustus 1971. In België opende de eerste vestiging op 21 maart 1978 de deuren.

## Activiteiten
Per 31 december 2023 telde McDonald's 41.822 restaurants, waarvan 39.680 in franchise.
| Rang | Land                | Aantal |
| ---- | ------------------- | ------ |
| 1    | Verenigde Staten    | 13.682 |
| 2    | China               | 3.787  |
| 3    | Japan               | 2.923  |
| 4    | Frankrijk           | 1.495  |
| 5    | Canada              | 1.462  |
| 6    | Duitsland           | 1.448  |
| 7    | Verenigd Koninkrijk | 1.334  |
| 8    | Brazilië            | 1.021  |
| 9    | Australië           | 1.007  |
| 10   | Rusland             | 785    |
|      | Nederland           | 255    |
|      | België              | 101    |
|      | Suriname            | 2      |

De vestigingen in Rusland werden naar aanleiding van de Russische invasie van Oekraïne in 2022 tijdelijk gesloten. Het personeel werd doorbetaald. Op 16 mei 2022 besloot McDonald's de filialen in Rusland in de verkoop te zetten.

### Resultaten
McDonald's had in 2023 een beperkt aantal eigen vestigingen, zo'n 5% van het totaal. Het aantal vestigingen in eigen beheer is sinds 2015 ruimschoots gehalveerd van 6444 naar 2677 in 2020. 
n 2013 bereikte de omzet een hoogtepunt en de daling nadien is mede veroorzaakt door de verkoop van eigen vestigingen. Verder is McDonald's een franchise-organisatie. Daarbij zijn de vestigingen zelfstandig, maar tegen betaling mogen deze gebruikmaken van de McDonald's-formule. Dit betekent dat franchisenemers de recepten gebruiken, maar zich ook aan verplichtingen met betrekking tot de huisstijl, producten en beleidslijnen moeten houden.
Een deel van de franchisenemers maakt gebruikt van een gebouw dat eigendom is van McDonald's en betalen ook huur. De contracten hebben een initiële duur van 20 jaar met een optie op verlenging. Deze huur- en licentie-inkomsten maken ruim de helft van de totale omzet van McDonald's uit. De omzet die alle franchisenemers behalen was zo'n US$ 85 miljard in 2020, dit bedrag komt dus niet in de omzetcijfers van McDonald's tot uiting. Alleen de licentie- en huurinkomsten worden in het omzetcijfer opgenomen, deze afdrachten zijn zo'n 12% van de omzet die de franchisevestigingen genereren.
| Jaar | Netto omzet    | Netto- resultaat | Vestigingen | waarvan in eigen beheer | Werknemers |
| Jaar | (×US$ miljoen) | (×US$ miljoen)   | Vestigingen | waarvan in eigen beheer | Werknemers |
| ---- | -------------- | ---------------- | ----------- | ----------------------- | ---------- |
| 2023 | 25.178         | 8649             | 41.822      | 2142                    | 150.000    |
| 2022 | 22.854         | 6177             | 40.275      | 2106                    | 150.000    |
| 2021 | 22.882         | 7545             | 40.031      | 2736                    | 200.000    |
| 2020 | 18.865         | 4731             | 39.198      | 2677                    | 200.000    |
| 2019 | 21.077         | 6025             | 38.695      | 2636                    | 205.000    |
| 2018 | 21.025         | 5924             | 37.855      | 2770                    | 210.000    |
| 2017 | 22.820         | 5192             | 37.241      | 3133                    | 235.000    |
| 2016 | 24.622         | 4687             | 36.899      | 5669                    | 375.000    |
| 2015 | 25.413         | 4529             | 36.525      | 6444                    | 420.000    |
| 2014 | 27.441         | 4758             | 36.258      | 6714                    | 420.000    |
| 2013 | 28.106         | 5586             | 35.429      | 6738                    | 440.000    |
| 2012 | 27.567         | 5465             | 34.480      | 6598                    |            |
| 2011 | 27.006         | 5503             | 33.510      | 6435                    |            |
| 2010 | 24.075         | 4946             | 32.737      | 6399                    |            |
| 2009 | 22.745         | 4551             | 32.478      | 6262                    |            |
| 2008 | 23.522         | 4313             | 31.967      | 6502                    |            |
| 2007 | 22.787         | 2395             | 31.377      | 6906                    |            |
| 2006 | 20.895         | 3544             | 31.046      |                         |            |
| 2005 | 19.117         | 2602             |             |                         |            |

### McDonald's in Nederland
| #   | Vestiging             | Inschrijfdatum |
| --- | --------------------- | -------------- |
| 1.  | Barendrecht           | 11-05-1994     |
| 2.  | Hoogvliet Rotterdam   | 21-12-1994     |
| 3.  | Spijkenisse           | 16-11-1995     |
| 4.  | Rosmalen              | 01-04-2000     |
| 5.  | Zaandam               | 30-01-2001     |
| 6.  | Rotterdam Charlois    | 14-07-2003     |
| 7.  | Leiderdorp            | 05-07-2006     |
| 8.  | Amsterdam IJdoornlaan | 02-07-2007     |
| 9.  | Rotterdam Zuidplein   | 07-04-2009     |
| 10. | Rotterdam Stadionweg  | 07-04-2009     |
| 11. | Purmerend             | 26-03-2010     |
| 12. | Berkhout              | 15-11-2012     |
| 13. | Oegstgeest            | 02-12-2013     |
| 14. | Terschuur             | 14-04-2014     |
| 15. | Vlaardingen           | 01-10-2014     |
| 16. | Wateringen            | 03-10-2016     |
| 17. | Den Haag Escamplaan   | 03-10-2016     |
| 18. | Maasdijk              | 30-11-2016     |
| 19. | Ridderkerk            | 08-11-2019     |
| 20. | Zwaag                 | 17-07-2020     |
| 21. | Amsterdam Zuidas      | 29-09-2020     |
| 22. | Den Hoorn             | 07-10-2020     |
| 23. | Kapel-Avezaath        | 16-03-2023     |
| 24. | Waalwijk              | 16-03-2023     |

In Nederland zijn er 263 McDonald's, 180 McDrives en 93 stadszaken. In 2016 waren er 224 franchisevestigingen verdeeld onder 78 franchise-ondernemers en 21 vestigingen in handen van McDonald's Nederland. Hier werken zo'n 17.000 medewerkers.
De McDrives zijn in het algemeen gelegen in een gemeente met ten minste 35.000 inwoners, aan een uitvalsweg of autosnelweg of op een andere zichtlocatie. In grotere steden (vanaf 100.000 inwoners) zijn er vaak één of meer stadszaken in het horeca- of winkelcentrum. Sommige stadszaken hebben 's zomers net als de McDrives een terras. Dit hangt niet alleen van de beschikbare ruimte af maar ook van het verkrijgen van een vergunning van de gemeente.
Het eerste McDonald's-restaurant in Nederland en Europa werd geopend in Zaandam op 21 augustus 1971, de eerste drie jaar in samenwerking met Albert Heijn, niet op de huidige plaats in het centrum maar aan de Vermiljoenweg. Op 17 juli 1972 opende het McDonald's-restaurant aan de Koningin Julianalaan in Voorburg. Het is de oudste nog steeds bestaande McDonald's in Nederland. De eerste McDrive werd geopend op 25 september 1987 in Huis ter Heide. Enkele McDrives zijn 24 uur per dag open. Anno 2023 zijn de McDrives in Veenendaal en Amsterdam Muntbergweg dagelijks 24 uur open. De McDrives in Alkmaar West en Enschede Zuiderval zijn enkel op vrijdag en zaterdag 24 uur geopend.
Een product dat enkel in Nederland en op Curaçao wordt verkocht is de McKroket. Dit is een hamburgerbroodje met een kroketschijf die is afgeleid van het Nederlandse snackbarsucces: de kroket. De McKroket stond al vanaf het begin op het menu in Nederland, net zoals appelmoes en kippenbout. Het product verdween echter na enkele jaren uit het assortiment, maar kwam in 1999 terug. Het werd een verkoopsucces en McKroket werd permanent opgenomen in het assortiment. Hier wordt ook de gebruikelijke gele frietsaus geserveerd, in de meeste andere landen komt er ketchup, of naar keuze mayonaise of currysaus bij de friet.
De activiteiten van McDonald's in Nederland worden uitgebaat door McDonald's Nederland B.V. (opgericht op 2 augustus 1971) in Utrecht (vanaf 10 juni 2022; voorheen Amsterdam). De besloten vennootschap is een 100% deelneming van de Nederlandse holdingmaatschappij McDonald's European Finance Company B.V. (opgericht op 9 april 1990). De holdingmaatschappij is voor 59,3% in handen van het in Engeland gevestigde bedrijf McD Europe Ltd. (tot 2014 waren deze aandelen in handen van het Amerikaanse McDonald's Restaurant Operations Inc.) en voor 40,7% van het in Amerika gevestigde bedrijf McDonald's Europe Franchising LLC (van 2007 tot 2014 waren deze aandelen in handen van het Luxemburgse McDonald's European Franchising Sàrl; in 2007 en 2008 geregistreerd onder de naam McDonald's Immobilier GmbH). De uiteindelijke moedermaatschappij is de in Amerika gevestigde McDonald's Corporation.
| Jaar | (× € 1.000)       | (× € 1.000)        | (× € 1.000) | (× € 1.000) | (× € 1.000)      | (× € 1.000)      |                        | Vestigingen            | Vestigingen | Vestigingen |             | Werknemers (gemiddeld) | Werknemers (gemiddeld) |
| Jaar | Netto omzet       | Netto omzet        | Netto omzet | Netto omzet | Bruto- resultaat | Netto- resultaat | Eigen beheer           | Franchise              | Totaal      |             |             | Werknemers (gemiddeld) | Werknemers (gemiddeld) |
| Jaar | Eigen vestigingen | Franchise- verhuur | Overige     | Totaal      | Bruto- resultaat | Netto- resultaat | Eigen beheer           | Franchise              | Totaal      | Voltijd     | Deeltijd    |                        |                        |
| ---- | ----------------- | ------------------ | ----------- | ----------- | ---------------- | ---------------- | ---------------------- | ---------------------- | ----------- | ----------- | ----------- | ---------------------- | ---------------------- |
| 2021 | 120.265           | 131.063            | -           | 251.328     | 113.947          | 85.585           |                        | 22                     | 235         | 257         |             | 314                    | 937 FTE                |
| 2020 | 104.739           | 113.617            | -           | 218.357     | 88.333           | 65.833           | 24                     | 231                    | 255         | 314         | 937 FTE     |                        |                        |
| 2019 | 108.498           | 136.234            | -/- 5.464   | 239.268     | 111.824          | 84.266           | 22                     | 230                    | 252         | 283         | 876 FTE     |                        |                        |
| 2018 | 104.618           | 123.834            | -/- 5.194   | 223.258     | 107.311          | 80.480           | 21                     | 226                    | 247         | 269         | 827 FTE     |                        |                        |
| 2017 | 98.475            | 110.184            | -/- 4.924   | 203.735     | 86.129           | 64.730           | 22                     | 223                    | 245         | 271         | 782 FTE     |                        |                        |
| 2016 | 83.270            | 99.143             | -/- 4.203   | 178.210     | 70.146           | 52.212           | 22                     | 225                    | 247         | 251         | 703 FTE     |                        |                        |
| 2015 | 75.558            | 90.729             | -/- 3.778   | 162.509     | 61.986           | 46.655           | 19                     | 226                    | 245         | 247         | 628 FTE     |                        |                        |
| 2014 | 71.283            | 86.135             | -/- 3.564   | 153.854     | 59.730           | 45.550           | 21                     | 220                    | 241         | 247         | 566 FTE     |                        |                        |
| 2013 | 72.140            | 83.881             | -/- 3.607   | 152.414     | 59.419           | 44.587           | 20                     | 216                    | 236         | 256         | 505 FTE     |                        |                        |
| 2012 | 72.026            | 83.713             | -/- 3.601   | 152.138     | 59.187           | 44.689           | 22                     | 209                    | 231         | 261         | 470 FTE     |                        |                        |
| 2011 | 69.455            | 80.306             | -/- 3.470   | 146.291     | 54.623           | 41.077           | 21                     | 206                    | 227         | 298         | 461 FTE     |                        |                        |
| 2010 | 66.377            | 73.843             | -/- 3.316   | 136.904     | 49.706           | 36.655           | 23                     | 202                    | 225         | 276         | 440 FTE     |                        |                        |
| 2009 | 61.064            | 70.575             | -/- 2.043   | 129.596     | 47.579           | 35.721           | 21                     | 200                    | 221         | 220         | 408 FTE     |                        |                        |
| 2008 | 59.349            | 67.298             | -/- 1.872   | 124.775     | 42.291           | 31.529           | 21                     | 198                    | 219         | 232         | 422 FTE     |                        |                        |
| 2007 | 55.911            | 62.374             | -/- 1.317   | 116.968     | 36.416           | 27.360           | 22                     | 198                    | 220         | 239         | 384 FTE     |                        |                        |
| 2006 | 49.781            | 58.273             | -/- 1.021   | 107.033     | 31.749           | 23.812           | 21                     | 199                    | 220         | 217         | 480 FTE     |                        |                        |
| 2005 | 40.720            | 57.150             | -/- 611     | 97.259      | 18.738           | 12.427           | 18                     | 208                    | 226         | 223         | 385 FTE     |                        |                        |
| 2004 | 37.013            | 55.409             | 71          | 92.493      | 21.837           | 14.603           | 17                     | 210                    | 227         | 235         | 421 FTE     |                        |                        |
| 2003 | 40.526            | 52.711             | 204         | 93.441      | 20.300           | 12.071           | 19                     | 205                    | 224         | 222         | 630 FTE     |                        |                        |
| 2002 | 34.111            | 52.355             | 1.191       | 87.657      | 20.846           | 15.184           | 19                     | 201                    | 220         | 267         | 580 FTE     |                        |                        |
| 2001 | 41.692            | 48.943             | 769         | 91.404      | 18.867           | 12.830           | 19                     | 193                    | 212         | 271         | ??          |                        |                        |
| Jaar | Eigen vestigingen | Franchise- verhuur | Overige     | Totaal      | Bruto- resultaat | Netto- resultaat |                        | Eigen beheer           | Franchise   | Totaal      |             | Voltijd                | Deeltijd               |
| Jaar | Netto omzet       | Netto omzet        | Netto omzet | Netto omzet | Bruto- resultaat | Netto- resultaat | Werknemers (gemiddeld) | Werknemers (gemiddeld) | Franchise   | Totaal      |             |                        |                        |
| Jaar | (× € 1.000)       | (× € 1.000)        | (× € 1.000) | (× € 1.000) | (× € 1.000)      | (× € 1.000)      | Werknemers (gemiddeld) | Werknemers (gemiddeld) | Vestigingen | Vestigingen | Vestigingen |                        |                        |

### McDonald's in België
Het eerste Belgische restaurant is geopend in Brussel op 21 maart 1978. In 2020 was het aantal vestigingen uitgebreid naar 101 en deze vestigingen tellen meer dan 5000 medewerkers. McDonald's heeft er 43 jaar over gedaan om 100 Belgische zaken te openen en wil daar in vijf jaar 50 aan toevoegen.

## Controverses

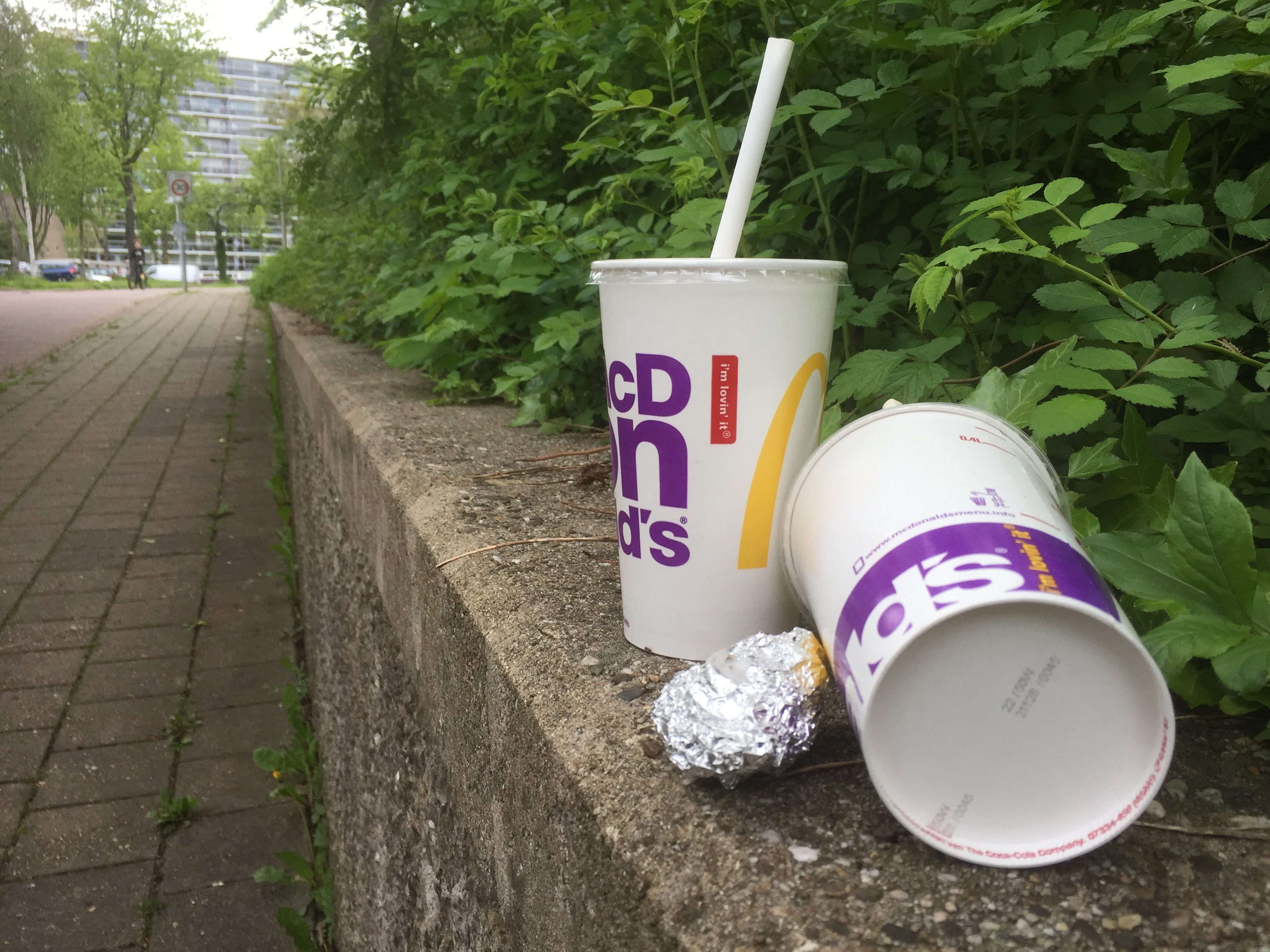
Zwerfafval van McDonald's in Deventer op 5,6 km van de dichtstbijzijnde McDonald's.

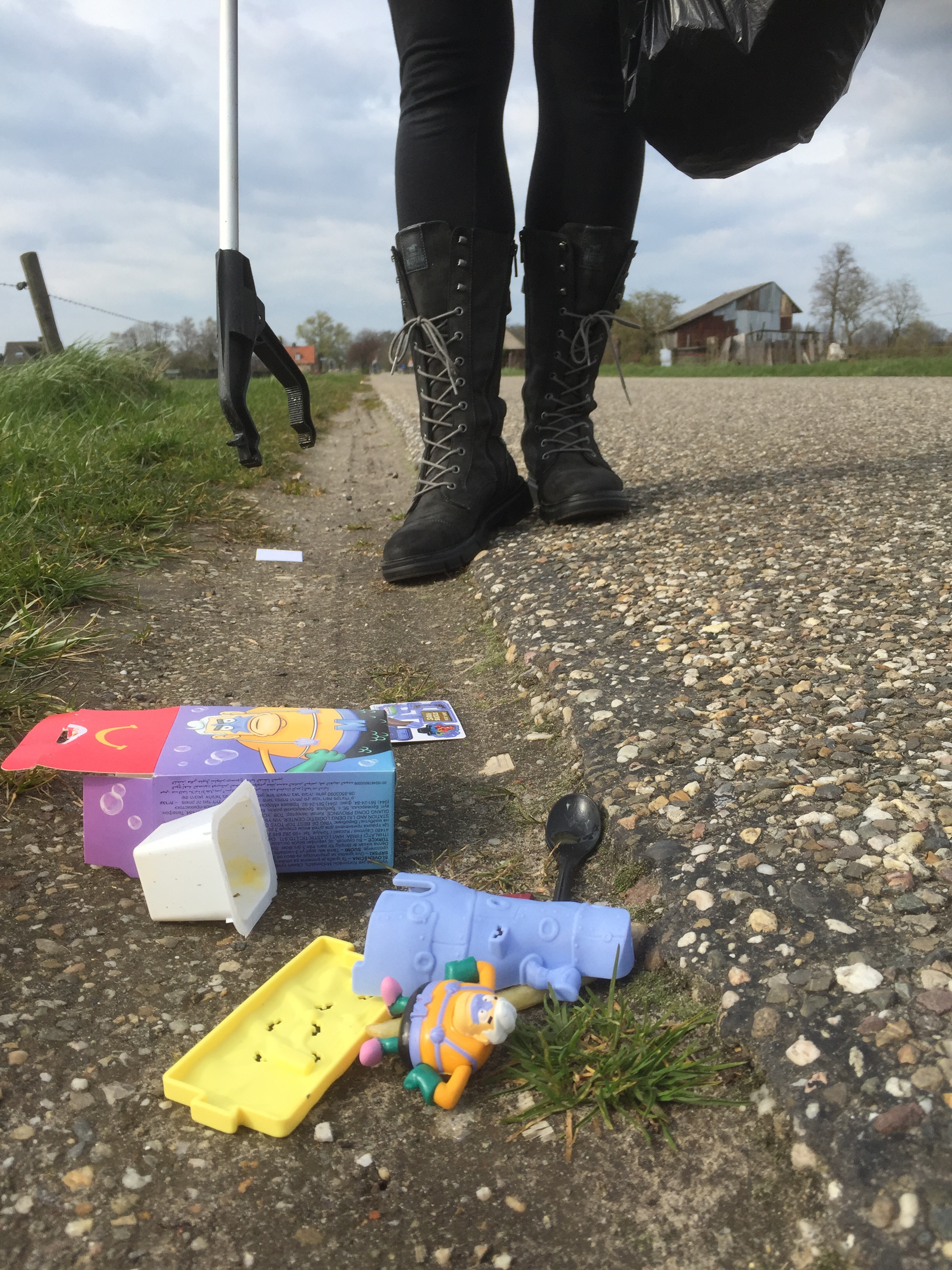
Op 7,3 km afstand van de dichtstbijzijnde McDonald's ruimt een omwonende verpakkingsmateriaal en Happy Meal-kinderspeelgoed op.

## Trivia

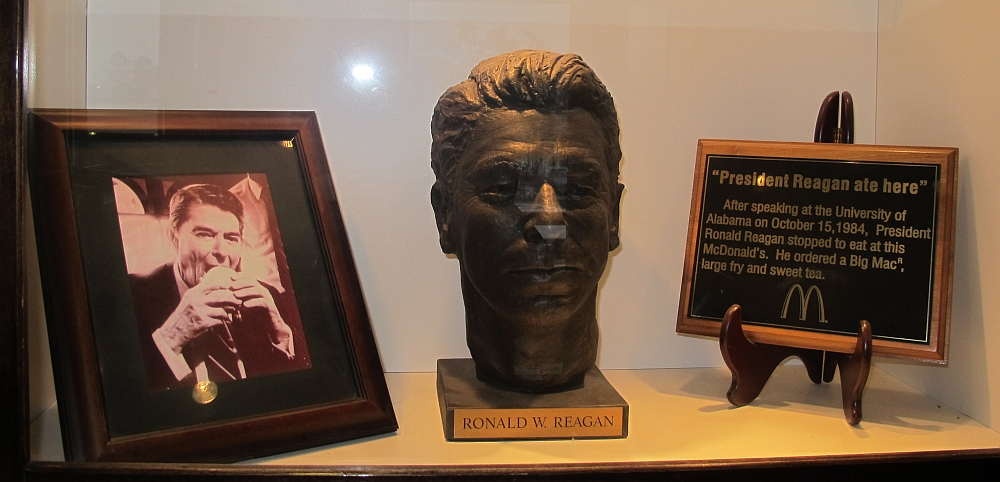
De McDonald's in Northport (Alabama) heeft een gedenkplek voor het bezoek dat president Ronald Reagan er bracht.

## Foto's van restaurants

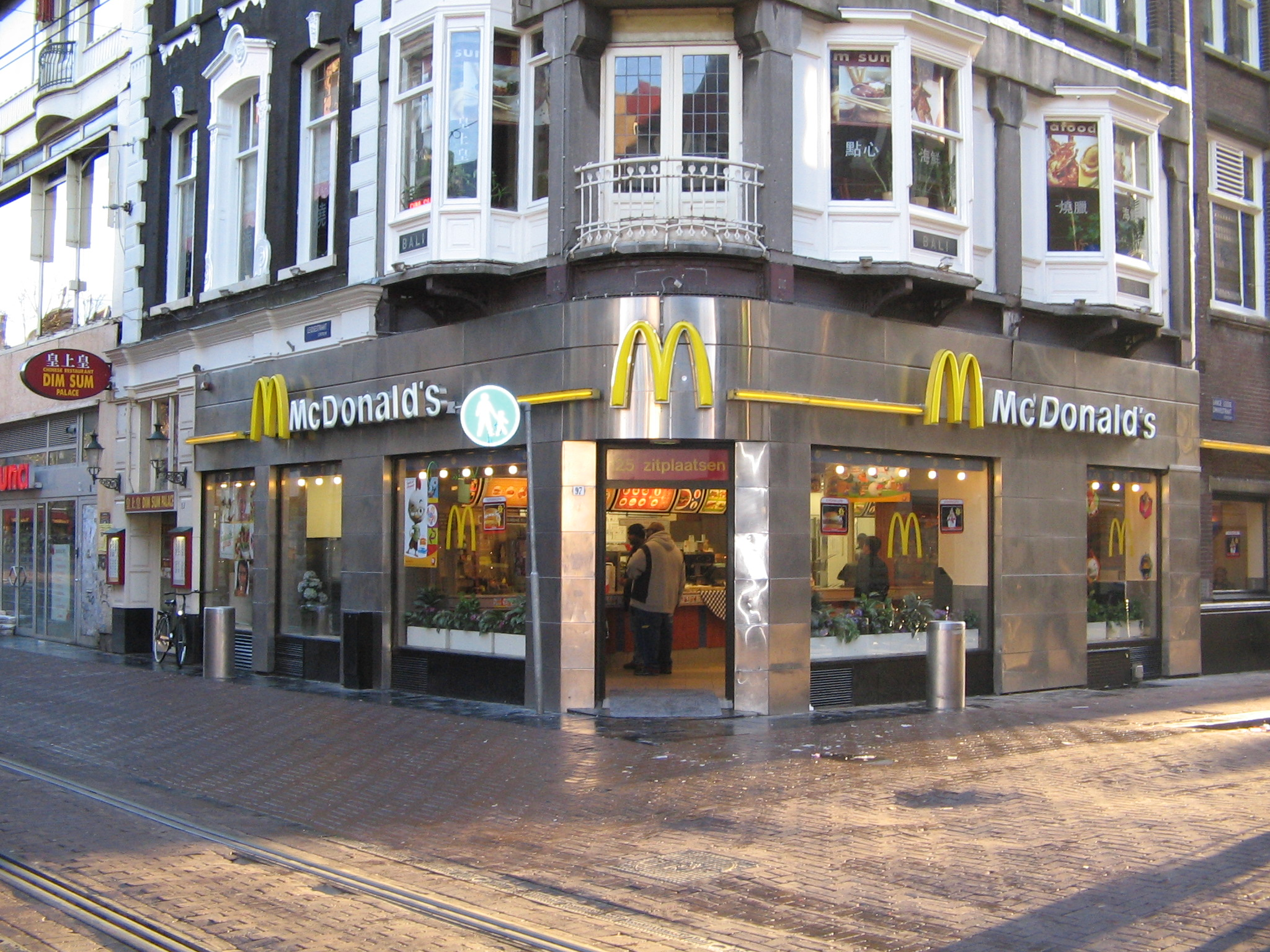
McDonald's in Amsterdam
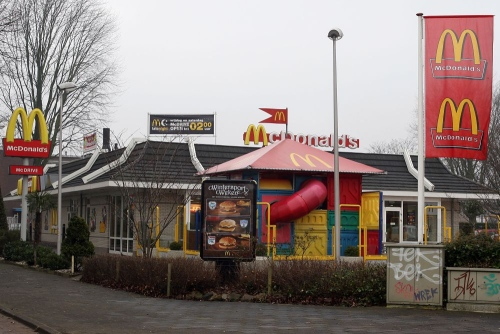
McDonald's in Zwolle
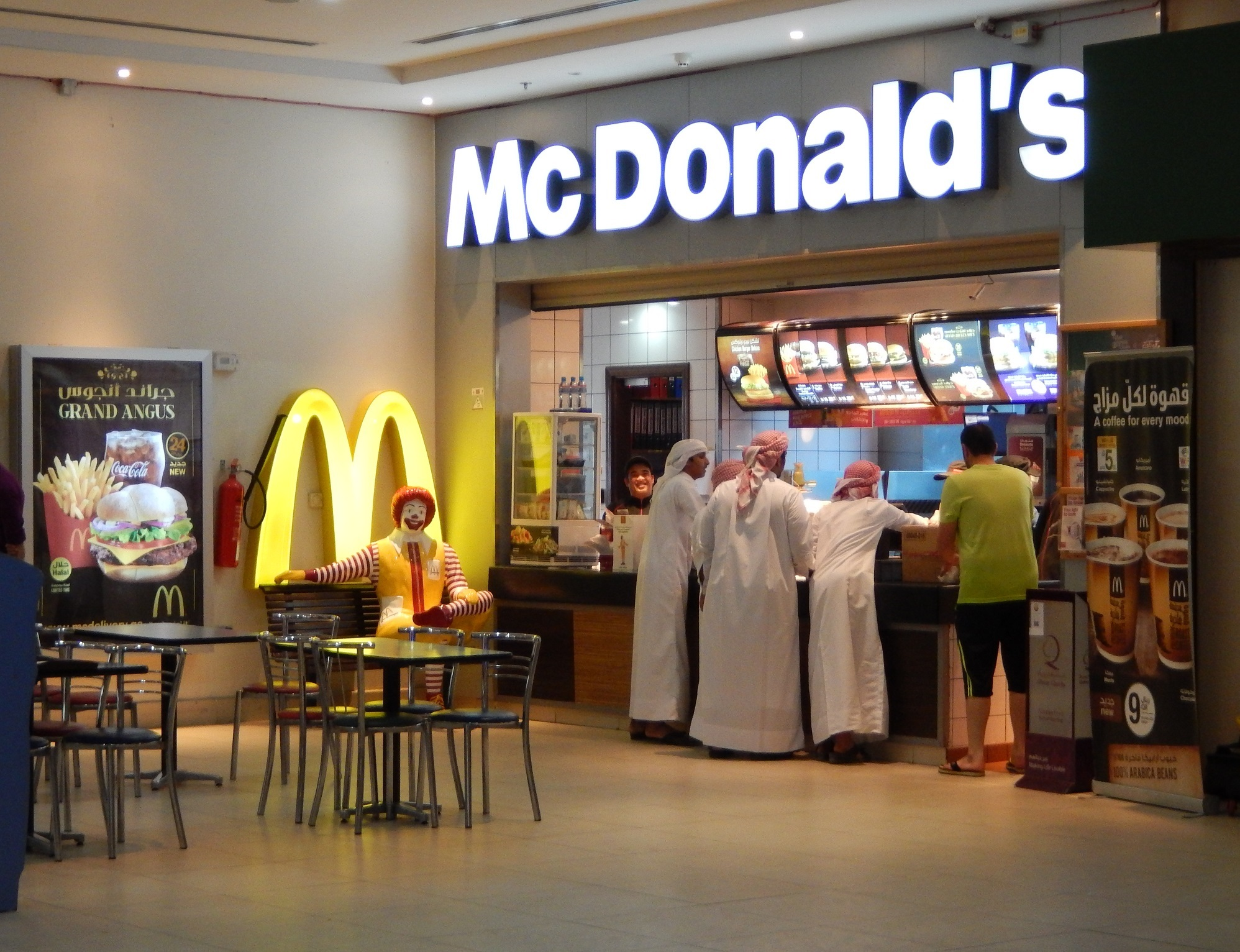
McDonald's in Qatar
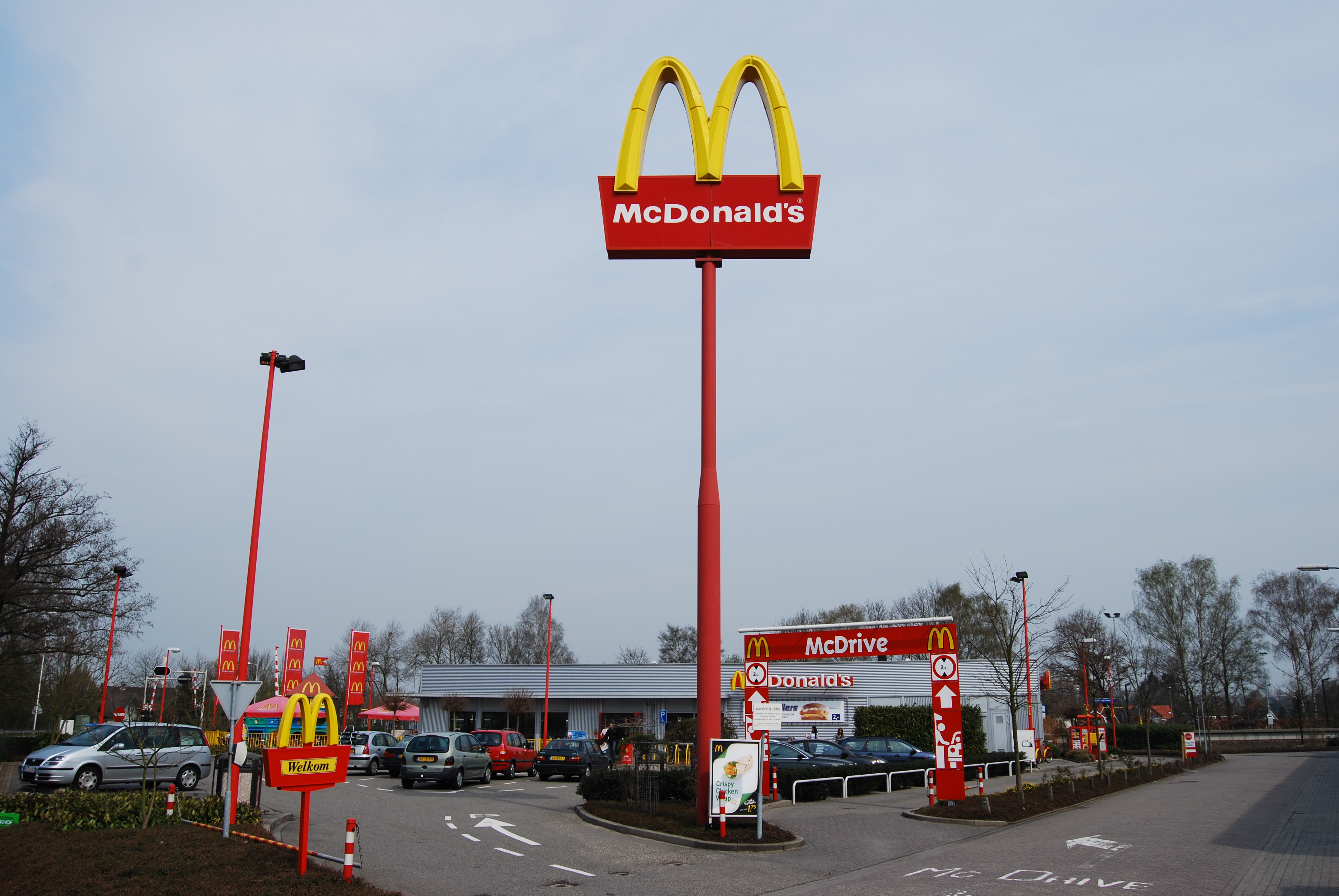
McDonald's in Winterswijk
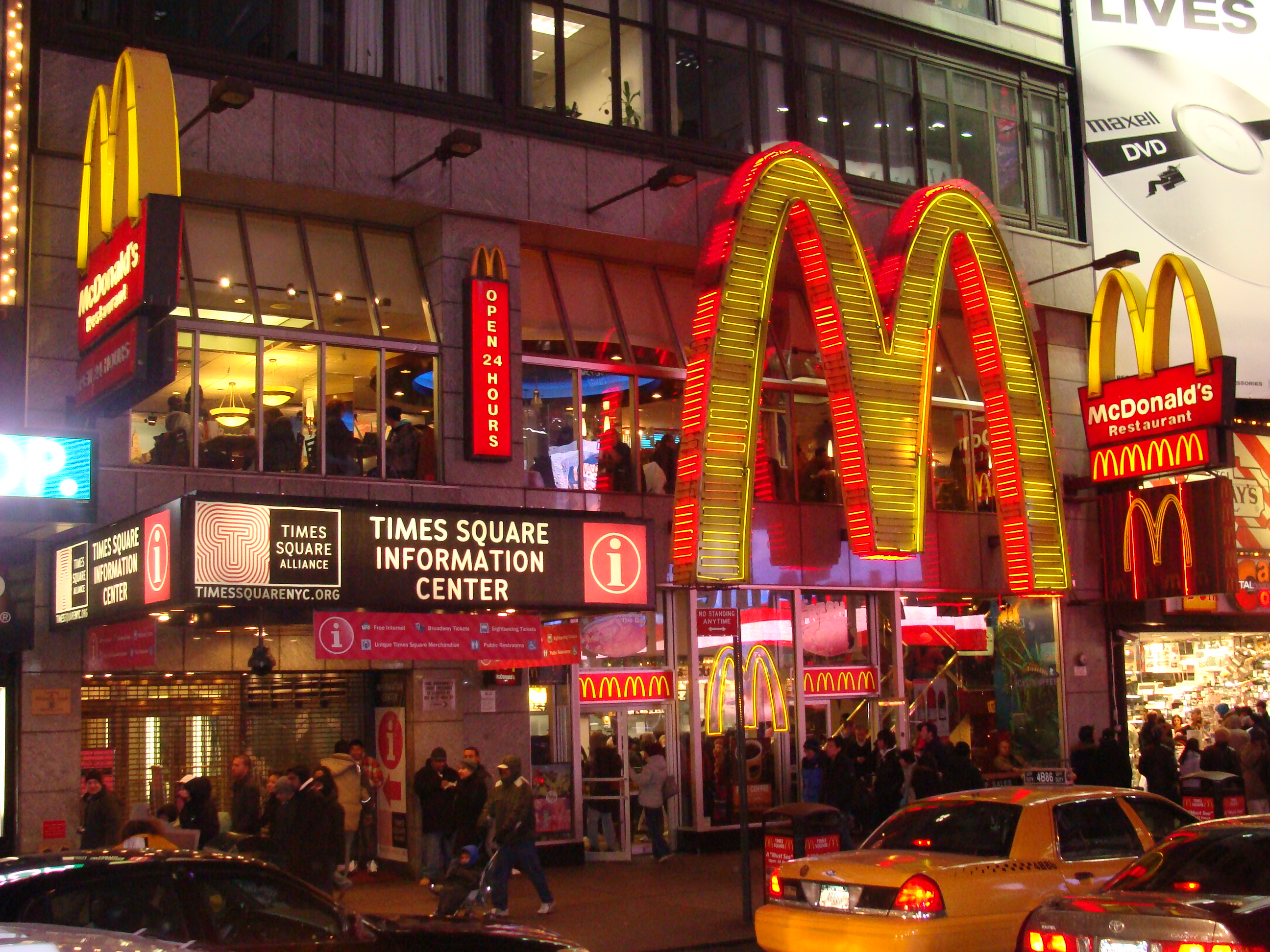
McDonald's op Times Square
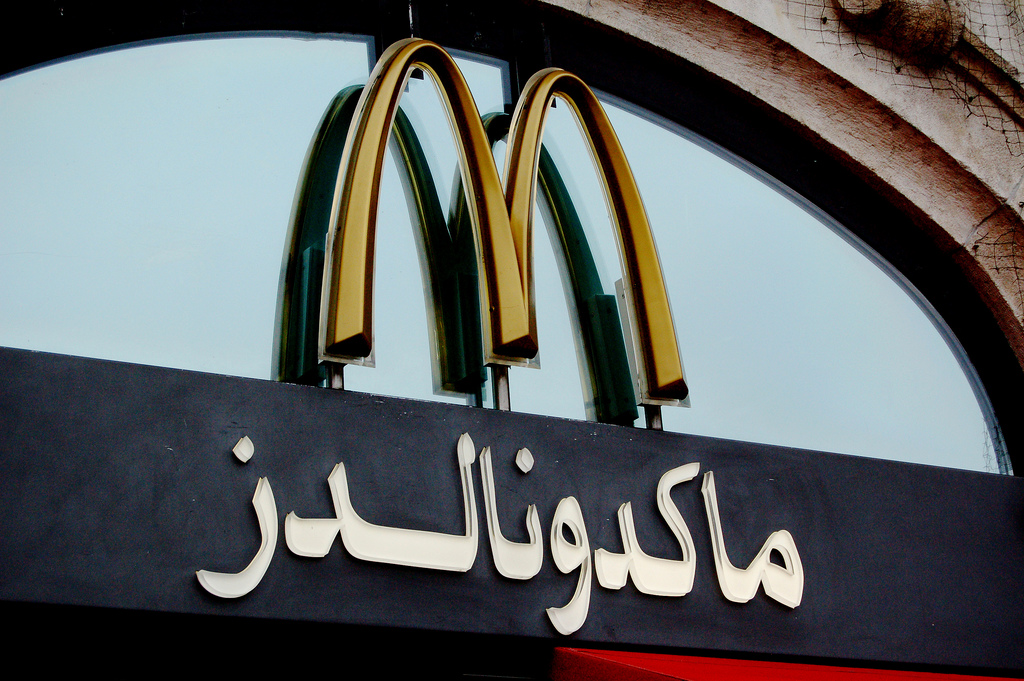
Arabische McDonald's
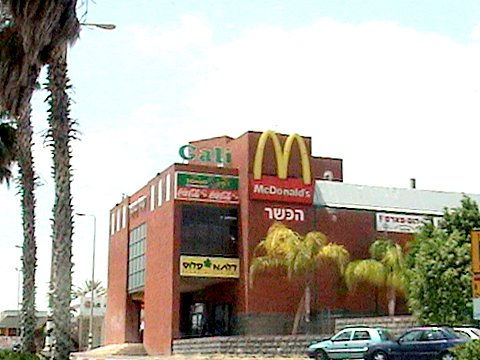
Koosjere McDonald's in Israël
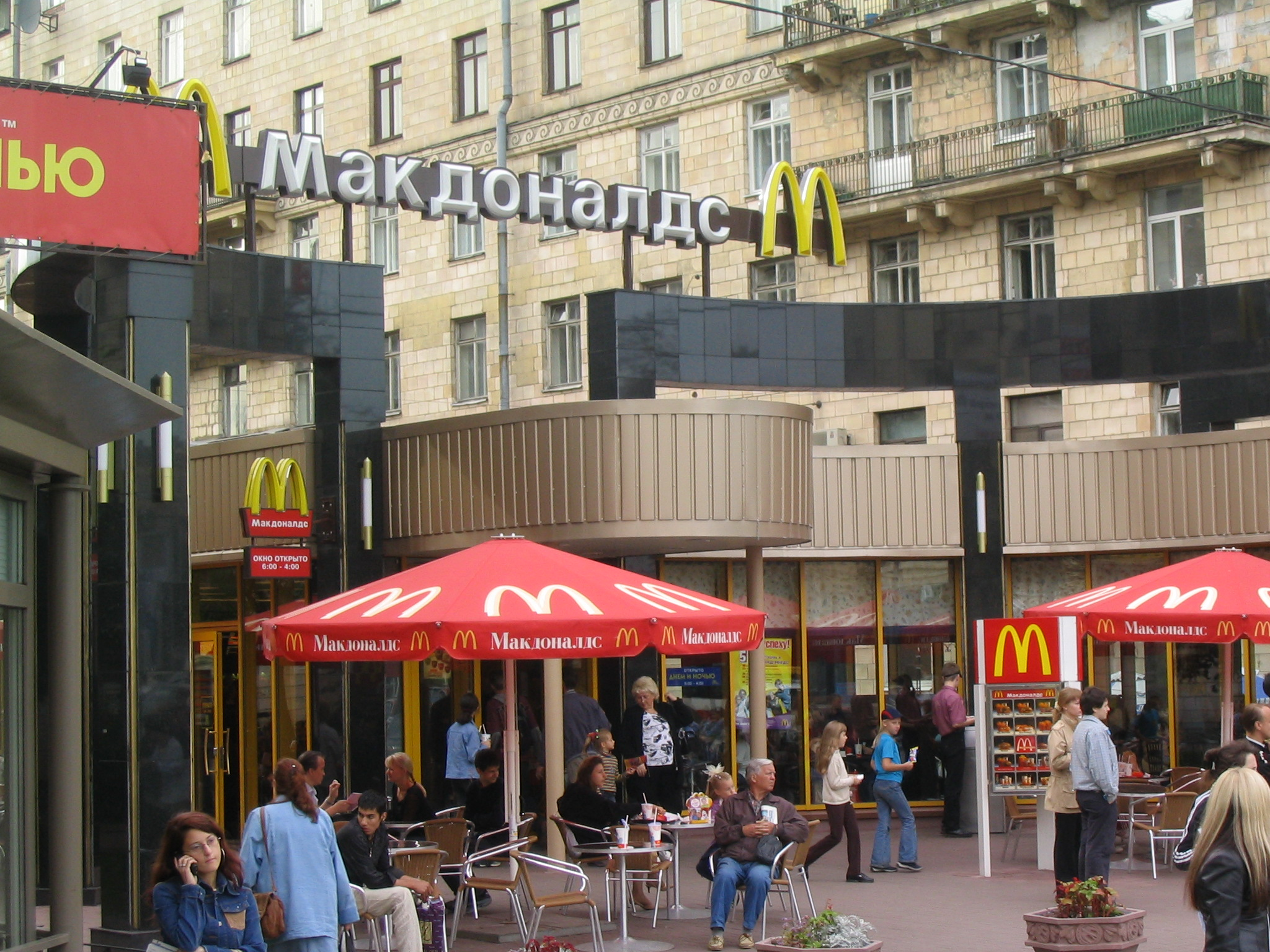
McDonald's in St. Petersburg, sinds 2022 vervangen door een Russische keten
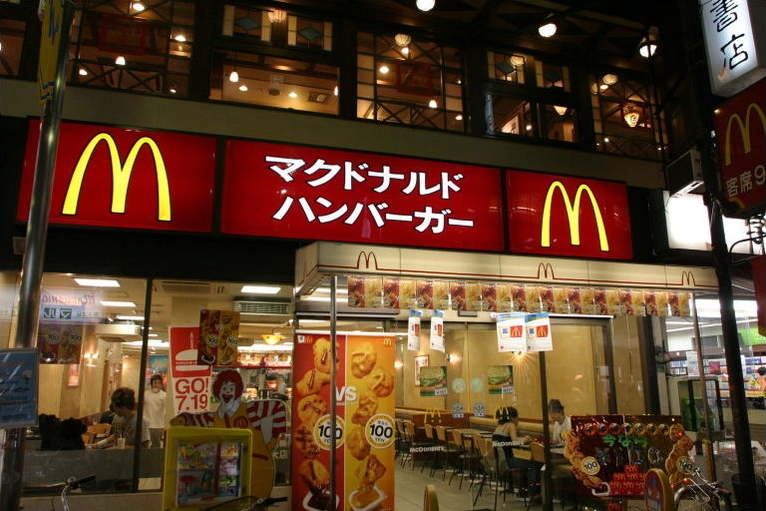
McDonald's in Tokio
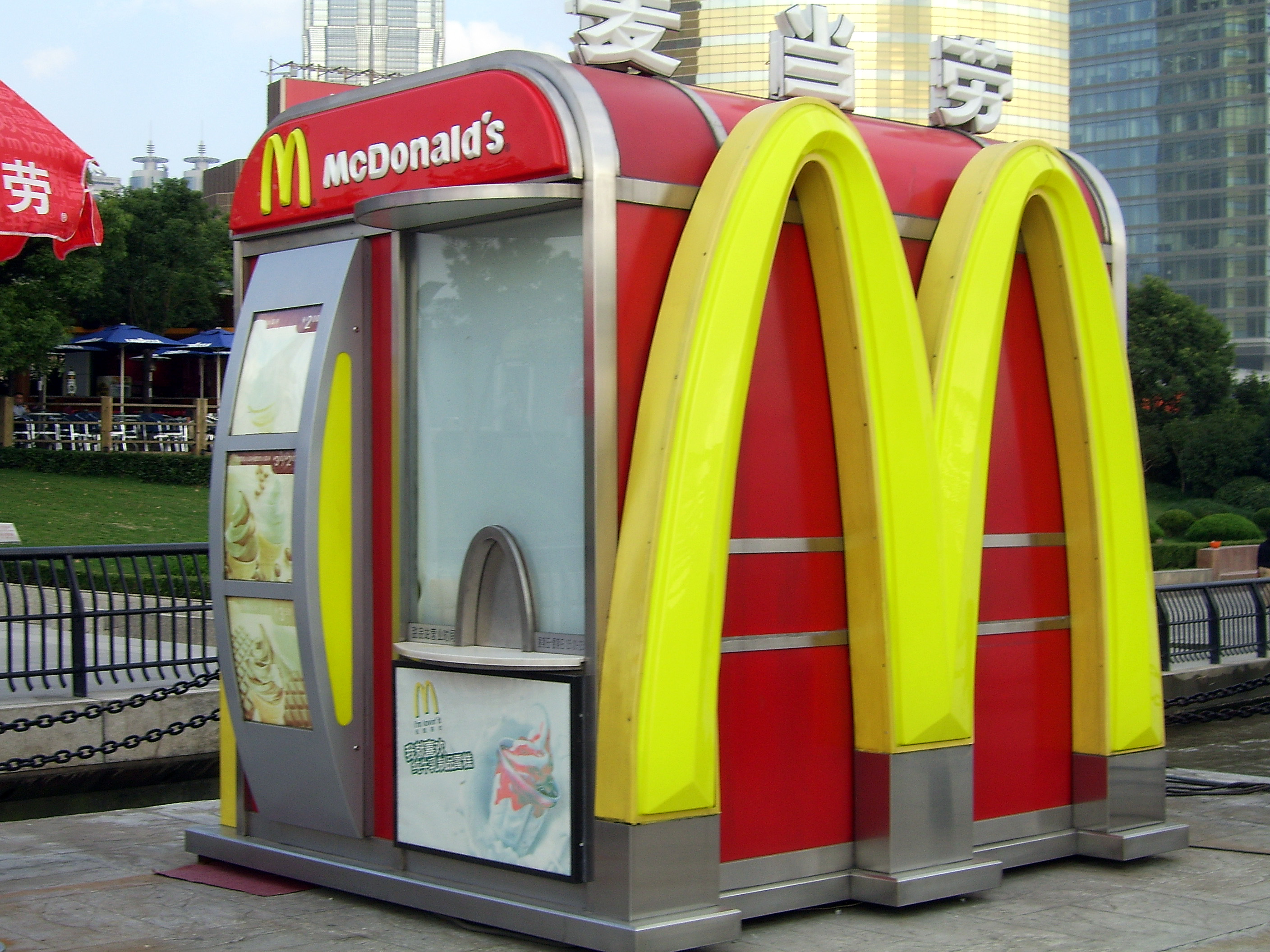
Verkooppunt in Shanghai
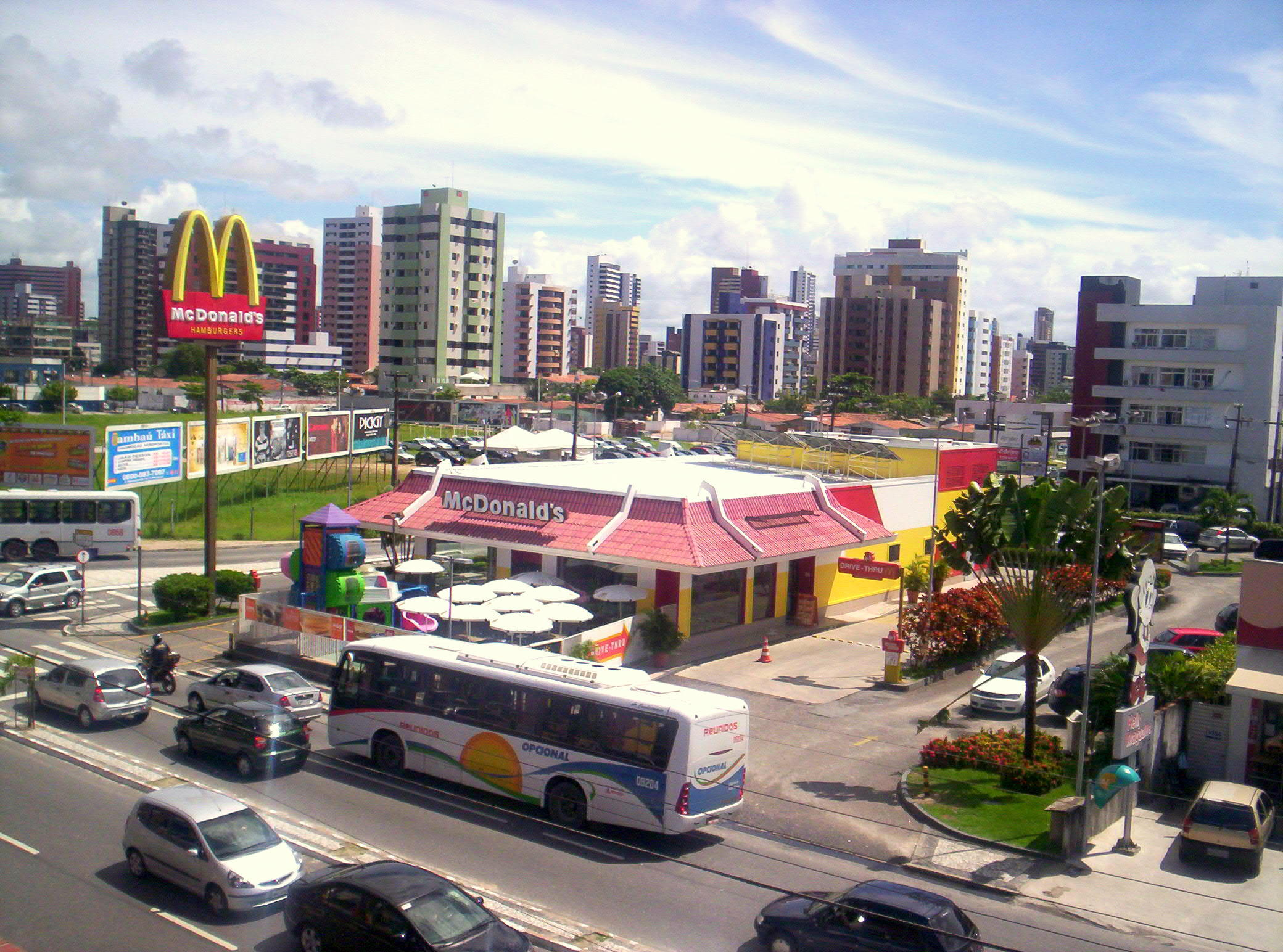
McDonald's in João Pessoa
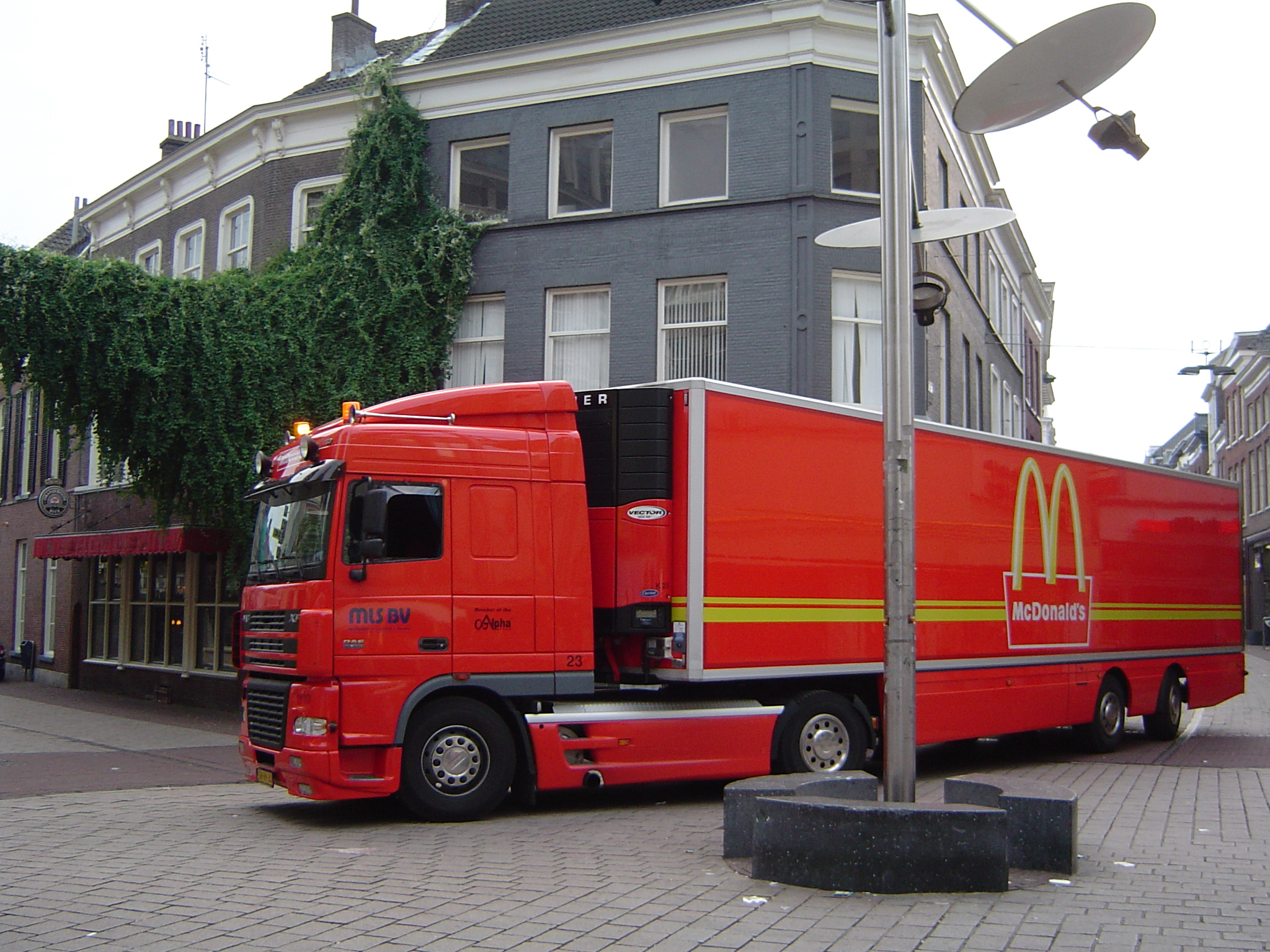
Een vrachtwagen van McDonald's met koelende oplegger